# SILVER LINK.
株式會社SILVER LINK.為日本動畫製作公司。在多數動畫作品的場合下以“SILVER LINK.”或“シルバーリンク”稱呼，中文簡稱銀鏈。

## 概要
SILVER LINK.設立於2007年12月，是動畫公司フロントライン（FRONTLINE）的製作本部長，製作人金子逸人分社獨立，剛開始的營運主要是以製作協力為主，替了不少知名的製作公司來做製作協力，主要的合作對象大致上是以SHAFT、J.C.STAFF為主。2009年開始獨立製作動畫，2012年轉為自主製作居多，並多以改編動畫為主。後成立子公司CONNECT，共同製作動畫。
2016年2月1日將旗下子公司BEEP吸收合併。同年，成立了SILVER LINK.海外部。
2020年7月17日吸收合并其旗下子公司CONNECT。
2020年8月3日，朝日放送宣布全资收购SILVER LINK.。

## 主要作品

### 電視動畫
2008年
- 魔人偵探腦嚙涅羅（與MADHOUSE共同製作）
- 惡作劇之吻（與TMS Entertainment共同製作）
- 二十面相少女（與BONES、Telecom Animation Film（日语：テレコム・アニメーションフィルム）共同製作）
- 西洋骨董洋菓子店（與日本動畫公司共同製作）
- 戀姬†無雙（與動畫工房共同製作）
- ef - a tale of melodies.（與SHAFT共同製作）

2009年
- 黑神 The Animation（與SUNRISE共同製作）
- 遊魂 -kiss on my deity-
- 化物語（與SHAFT共同製作）
- 夢色蛋糕師（與Studio Pierrot共同製作）
- 貓願三角戀（與AIC共同製作）

2010年
- 笨蛋，測驗，召喚獸
- 荒川爆笑團（與SHAFT共同製作）
- 魔法禁書目錄Ⅱ（與J.C.STAFF共同製作）

2011年
- 人家一點都不喜歡啦！（與ZEXCS共同製作）
- 笨蛋，測驗，召喚獸 第二季
- 緋彈的亞莉亞（與J.C.STAFF共同製作）
- SKET DANCE（與龍之子Production共同製作）
- 白兔玩偶（與Production I.G共同製作）
- C³ -魔幻三次方-
- 迴轉企鵝罐（與Brain's Base共同製作）
- 少年同盟（與J.C.STAFF共同製作）

2012年
- BRAVE10（與スタジオさきまくら共同製作）
- 黃昏乙女×失憶幽靈
- 心連·情結
- 千歲Get You!!
- 就算是哥哥，有愛就沒問題了，對吧

2013年
- 戀曲寫真（與MADHOUSE共同製作）
- Fate/kaleid liner 魔法少女☆伊莉雅
- 我不受歡迎，怎麼想都是你們的錯！
- 噬血狂襲（與CONNECT共同製作）
- 悠悠哉哉少女日和

2014年
- 農林
- Fate/kaleid liner 魔法少女☆伊莉雅 2wei
- 三坪房間的侵略者！？
- 临时女友

2015年
- 百合熊風暴
- Chaos Dragon 赤龍戰役（與CONNECT共同製作）
- Fate/kaleid liner 魔法少女☆伊莉雅 2wei Herz
- 悠悠哉哉少女日和 Repeat
- 我被抓到貴族女校當「庶民樣本」
- 對魔導學園35試驗小隊
- 落第騎士英雄譚（與Nexus共同製作）

| 中文名稱                                                         | 日文名稱 | 播出時間               | 導演            | 原作類別 | 備註                        |
| 2016年                                                           | 2016年   | 2016年                 | 2016年          | 2016年   | 2016年                      |
| ---------------------------------------------------------------- | -------- | ---------------------- | --------------- | -------- | --------------------------- |
| Anne Happy ♪                                                     |          | 4月7日－6月23日        | 大沼心          | 漫畫     |                             |
| 田中君總是如此慵懶                                               |          | 4月9日－6月25日        | 川面真也        | 漫畫     |                             |
| Fate/kaleid liner 魔法少女☆伊莉雅 3rei!!                         |          | 7月6日－9月21日        | 大沼心          | 漫畫     |                             |
| 聖潔天使                                                         |          | 7月9日－9月24日        | 田村正文        | 遊戲     | 與CONNECT共同製作           |
| 斯黛拉的魔法                                                     |          | 10月3日－12月19日      | 川面真也        | 漫畫     |                             |
| 勇敢魔女                                                         |          | 10月5日－12月28日      | 高村和宏        | 小說     |                             |
| 2017年                                                           |          |                        |                 |          |                             |
| 政宗君的復仇                                                     |          | 1月5日－3月23日        | 湊未來          | 漫畫     |                             |
| CHAOS;CHILD 混沌之子                                             |          | 1月11日－3月29日       | 神保昌登        | 遊戲     |                             |
| 武裝少女Machiavellianism                                         |          | 4月5日－6月21日        | 橘秀樹          | 漫畫     | 與CONNECT共同製作           |
| 戰鬥女子學園                                                     |          | 7月2日－9月17日        | 秋田谷典昭      | 遊戲     |                             |
| 異世界食堂                                                       |          | 7月3日－9月18日        | 神保昌登        | 輕小說   |                             |
| 側車搭檔                                                         |          | 10月7日－12月23日      | 田村正文        | 原創     | SILVER LINK.10周年 記念作品 |
| 如果有妹妹就好了。                                               |          | 10月8日－12月24日      | 大沼心          | 輕小說   |                             |
| 2018年                                                           |          |                        |                 |          |                             |
| 三顆星彩色冒險                                                   |          | 1月7日－3月25日        | 河村智之        | 漫畫     |                             |
| 爆肝工程師的異世界狂想曲                                         |          | 1月11日－3月30日       | 大沼心          | 輕小說   | 與CONNECT共同製作           |
| Butlers～千年百年物語～                                          |          | 4月11日－6月27日       | 高橋賢          | 原創     |                             |
| 春原莊的管理員小姐                                               |          | 7月5日－9月20日        | 湊未來          | 漫畫     |                             |
| 2019年                                                           |          |                        |                 |          |                             |
| 環戰公主                                                         |          | 1月8日－3月26日        | 橘秀樹          | 遊戲     |                             |
| 川柳少女                                                         |          | 4月5日－6月21日        | 神保昌登        | 漫畫     | CONNECT獨立製作             |
| 滿腦都是○○的我沒辦法談戀愛                                       |          | 4月5日－6月21日        | 井上圭介        | 漫畫     |                             |
| 賢者之孫                                                         |          | 4月10日－6月26日       | 田村正文        | 輕小說   |                             |
| 實況主的逃脫遊戲【直播中】                                       |          | 7月7日－9月22日        | 大沼心          | 漫畫     |                             |
| 喜歡本大爺的竟然就妳一個？                                       |          | 10月2日－12月25日      | 秋田谷典昭      | 輕小說   | CONNECT獨立製作             |
| 2020年                                                           |          |                        |                 |          |                             |
| 怕痛的我，把防御力點滿就對了                                     |          | 1月8日－3月25日        | 大沼心 湊未來   | 輕小說   |                             |
| 轉生成女性向遊戲只有毀滅END的壞人大小姐                          |          | 4月5日－6月21日        | 井上圭介        | 輕小說   |                             |
| 魔王學院的不適任者～史上最強的魔王始祖，轉生就讀子孫們的學校～   |          | 7月4日－9月27日        | 大沼心 田村正文 | 輕小說   |                             |
| 你與我最後的戰場，亦或是世界起始的聖戰                           |          | 10月7日－12月23日      | 大沼心 湊未來   | 輕小說   |                             |
| 2021年                                                           |          |                        |                 |          |                             |
| 悠哉日常大王 Nonstop                                             |          | 1月10日－3月29日       | 川面真也        | 漫畫     |                             |
| 异世界迷宫黑心企业                                               |          | 7月9日－9月24日        | 湊未來          | 漫畫     |                             |
| 轉生成女性向遊戲只有毀滅END的壞人大小姐X                         |          | 7月3日－9月18日        | 井上圭介        | 輕小說   |                             |
| 魔法科高中的優等生                                               |          | 7月3日－9月25日        | 橘秀樹          | 輕小說   | CONNECT獨立製作             |
| 贾希大人不气馁！                                                 |          | 8月1日－12月19日       | 湊未來          | 漫畫     |                             |
| 狂熱深淵 迷失的孩子                                              |          | 10月13日－12月29日     | 大沼心          | 多媒體   |                             |
| 世界頂尖的暗殺者轉生為異世界貴族                                 |          | 10月6日－12月22日      | 田村正文        | 輕小說   | 與Studio Palette共同製作    |
| 2022年                                                           |          |                        |                 |          |                             |
| SLOW LOOP-女孩的钓鱼慢活-                                        |          | 1月7日－3月25日        | 秋田谷典昭      | 漫畫     | CONNECT獨立製作             |
| 史上最强大魔王转生为村民A                                        |          | 4月6日－6月22日        | 湊未來          | 轻小说   | 與BLADE共同製作             |
| 即使如此依舊步步進逼                                             |          | 7月8日－9月23日        | 湊未來          | 漫畫     |                             |
| 新來的女傭有點怪                                                 |          | 7月24日－10月9日       | 湊未來          | 漫畫     | 與BLADE共同製作             |
| 2023年                                                           |          |                        |                 |          |                             |
| 怕痛的我，把防御力點滿就對了 第二期                              |          | 1月11日－4月20日       | 大沼心          | 輕小說   | 動畫第二期                  |
| 魔王學院的不適任者II～史上最強的魔王始祖，轉生就讀子孫們的學校～ |          | 1月8日－9月24日        | 大沼心 田村正文 | 輕小說   | 動畫第二期第一部分          |
| 妖幻三重奏                                                       |          | 1月9日－9月25日        | 秋田谷典昭      | 漫畫     | CONNECT獨立製作             |
| Lv1魔王與獨居廢勇者                                              |          | 7月3日－9月18日        | 井上圭介        | 漫畫     | 與BLADE共同製作             |
| 政宗君的復仇R                                                    |          | 7月3日－9月18日        | 湊未來          | 漫畫     | 動畫第二期                  |
| 狩龍人拉格納                                                     |          | 9月30日－2024年3月31日 | 高橋賢          | 漫畫     |                             |
| 堤亞穆帝國物語～從斷頭台開始，公主重生後的逆轉人生～             |          | 10月7日－12月23日      | 伊部勇志        | 輕小說   |                             |
| 2024年                                                           |          |                        |                 |          |                             |
| 佐佐木與文鳥小嗶                                                 |          | 1月5日－3月22日        | 湊未來          | 輕小說   |                             |
| 北海道辣妹金古錐                                                 |          | 1月8日－3月25日        | 湊未來          | 漫畫     | 與BLADE共同製作             |
| 夜櫻家大作戰                                                     |          | 4月7日－10月6日        | 湊未來          | 漫畫     |                             |
| 魔王學院的不適任者II～史上最強的魔王始祖，轉生就讀子孫們的學校～ |          | 4月13日－7月25日       | 大沼心 田村正文 | 輕小說   | 動畫第二期第二部分          |
| 你與我最後的戰場，亦或是世界起始的聖戰 第二期                    |          | 7月－2025年6月         | 稻葉友紀        | 輕小說   | 與Studio Palette共同製作    |
| 2025年                                                           |          |                        |                 |          |                             |
| Princession Orchestra                                            |          | 4月－                  | 大沼心          | 原創     |                             |
| 為丑女獻上花束                                                   |          | 7月－                  | 湊未來          | 漫畫     |                             |
| 2026年                                                           |          |                        |                 |          |                             |
| 夜櫻家大作戰 第2季                                               |          | 待公布                 | 待公布          | 漫畫     |                             |

### OVA
- 灼眼的夏娜S（與J.C.STAFF共同製作）
- 笨蛋，測驗，召喚獸～祭～（2011年）
- 少女愛上大姊姊 2人的Elder THE ANIMATION（2012年）
- Kira☆Kira 5th Anniversary Live Anime KICK START GENERATION（日语：キラ☆キラ）（2013年）
- 強襲魔女 Operation Victroy Arrow（2014年－）
- 今際之國的闖關者（與CONNECT共同製作，2014年）
- 噬血狂襲Ⅱ OVA（與CONNECT共同製作，2016年－2017年）

### 網路動畫
- 天然萌少女明日香（2012年）
- Bonjour♪戀味蛋糕店（與CONNECT共同製作，2014年）

### 劇場版動畫
| 中文名稱                                                      | 上映日期      | 導演     | 原作類別 | 備註 |
| ------------------------------------------------------------- | ------------- | -------- | -------- | ---- |
| 劇場版 Fate/kaleid liner 魔法少女☆伊莉雅 雪下的誓言           | 2017年8月26日 | 大沼心   | 漫畫     |      |
| 悠悠哉哉少女日和 Vacation                                     | 2018年8月25日 | 川面真也 | 漫畫     |      |
| 剧场版 Fate/kaleid liner 魔法少女☆伊莉雅 Licht 没有名字的少女 | 2021年8月27日 | 大沼心   | 漫畫     |      |

## 外部連結
- 官方網站 （页面存档备份，存于）（日語）